# Chiesa di Santa Maria della Clemenza
La chiesa di Santa Maria della Clemenza è una chiesa sconsacrata di Roma, nel rione Trastevere, situata in Vicolo del Piede, 13/A.
La piccola chiesa risale ai primi anni del XVII secolo. Nel 1675 essa fu concessa all'Arciconfraternita del Santissimo Sacramento di Santa Maria in Trastevere, dicitura che si può leggere ancora oggi nell'architrave sopra la porta d'ingresso. Particolare oggetto di culto era un'icona bizantina dell'VIII secolo, raffigurante la cosiddetta “Madonna della Clemenza”.
Dopo il 1870 rimase chiusa per diciotto anni; quindi, restaurata ed ampliata, fu riaperta al culto il 10 marzo 1888. Sopra la porta, nell'interno, si trovava un'epigrafe in marmo, postavi dai confratelli nel 1705, a ricordare i benefici e i privilegi con i quali Clemente XI, già primicerio e poi protettore della confraternita, la decorò assieme all'altare del piccolo oratorio.
Quando la confraternita cessò di esistere ai primi del Novecento, l'oratorio fu sconsacrato ed adibito ad usi civili; oggi è sede di un ristorante.